# Chiesa di San Giovanni (Pattada)
La chiesa di San Giovanni è un edificio religioso situato a Pattada, centro abitato della Sardegna centrale. È consacrata al culto cattolico e fa parte della parrocchia di Santa Sabina, diocesi di Ozieri.
La parte più antica è la navata, in stile gotico, edificata nel Trecento. La chiesetta, che si affaccia sulla via Crispi, si trova in prossimità della chiesa del Rosario.